# راسموس الم
راسموس الم (سوئدی: Rasmus Christoffer Elm زادهٔ ۱۷ مارس ۱۹۸۸) بازیکن فوتبال اهل سوئد است.

## تیم ملی
وی برای تیم ملی فوتبال سوئد ۳۱ بازی انجام داده و ۳ گل به ثمر رسانده‌است. پست تخصصی این بازیکن نیز، هافبک است.